# 派恩弗拉特 (加利福尼亞州)
派恩弗拉特（英語：Pine Flat）是位於美國加利福尼亞州圖萊里縣的一個人口普查指定地區。

## 地理
派恩弗拉特的座標為35°52′25″N 118°38′33″W / 35.87361°N 118.64250°W，而該地最高點為海拔高度1180米（即3871英尺）。

## 人口
根據2010年美國人口普查的數據，派恩弗拉特的面積為1.056平方千米，當中陸地面積為1.056平方千米，而水域面積為0.000平方千米。當地共有人口166人，而人口密度為每平方千米157人。